# Ptejte se knihovny
Ptejte se knihovny je koordinovaná dotazovací služba českých knihoven, která navázala na praxi dotazovací služby Referenčního centra Národní knihovny ČR. V současné podobě funguje od listopadu 2002, kdy byl odkaz na ni umístěn na stránky Národní knihovny České republiky. 
Předlohou této služby byly obdobné služby v zahraničí, jako například QuestionPoint OCLC či AskYourLibrarian.
Cílem služby je odpovídat na všeobecné dotazy nejen čtenářům knihoven, ale i ostatním uživatelům internetu. Zúčastněné knihovny garantují odpovědět na dotaz do dvou pracovních dnů od jeho přijmutí, ovšem pokud je dotaz pracný nebo je nutné jej předat jiné instituci, může zodpovězení dotazu trvat i déle. V takovém případě může být uživatel informován.
Dotaz je možné položit ve dvaceti oborových a jedné obecné kategorii kterékoli ze zúčastněných knihoven.
Odpovídající knihovna může dotaz i s odpovědí uložit do archivu dotazů, ve kterém si mohou dotazy a odpovědi prohlížet všichni návštěvníci stránek. V archivu dotazů je též možné fulltextově vyhledávat, a to jak přes interní vyhledávač služby, tak přes externí vyhledávače (např. Google). Ne všechny dotazy ovšem knihovny do archivu dotazů ukládají, jednotlivé knihovny si samy rozhodují o tom, které dotazy do archivu uloží.
Úkolem knihovny není vždy dotaz plně zodpovědět, ale spíše doporučit vhodné zdroje a poukázat na další možná řešení problému.
K 9. květnu 2024 se na službě podílelo 94 zúčastněných knihoven.

## Příklad dotazu
Dotaz z 12. února 2010 v kategorii Historie a pomocné historické vědy, Biografické studie, který byl určený Národní knihovně.
Dotaz:
1.Odkud (z čeho) pochází přídomek Sněžná u Panny Marie Sněžné? Poprvé jí asi byla zasvěcena bazilika Santa Maria Maggiore v Římě. Proč "sněžná" se mi nedaří zjistit. 2.Projevuje se nějak v ikonografii této madony (podobně jako v případě Panny Marie Klasové - obilné klasy)?
Odpověď:
Dobrý den,
kult Panny Marie Sněžné vznikl v souvislosti s legendou o založení baziliky Santa Maria Maggiore v Římě. Dle legendy v Římě žili bohatí manžele, kteří ovšem nemohli mít děti. Jednoho dne požádali Pannu Marii o pomoc a slíbili, že jí věnují všechen majetek. V noci ze 4. na 5. srpna r. 352 měli sen, ve kterém jim Panna Maria uložila, aby se následujícího dne vypravili na jeden z římských pahorků Eskvilín. Tam, kde najdou čerstvě napadaný sníh, mají vybudovat chrám. Stejný sen se zdál i papeži Liberiovi. Ráno se tedy všichni tří vypravili na Eskvilín a v místě, kde skutečně ležel sníh, načrtli půdorys chrámu, který byl potom nazván Chrámem Panny Marie Sněžné a posléze Chrámem Větší Panny Marie (Santa Maria Maggiore). Kult Panny Marie Sněžné se následně rozšířil i do jiných křesťanských teritorií.
Ikonografickým ztvárněním ztotožňovaným s Pannou Marii Sněžnou je obraz madony, který byl umístěn v chrámě Santa Maria Maggiore. Jedná se o velmi starý obraz (možná dokonce nejstarší ikonografické zobrazení Panny Marie) - dle legend je jeho autorem svatý Lukáš Evangelista (jeho legendární malířské umění je patrně odvozeno z toho, že ve svém evangeliu nejvěrněji popsal Marii). Obraz má výrazné byzantské rysy a představuje Marii s Ježíšem v náručí. Ježíš drží v ruce Evangelium, Panna Maria má na ruce prsten, na krku náhrdelník, na čele kříž a na jejím plášti se nachází hvězda. Tento obraz se stal vzorem a inspirací pro mnoho dalších ztvárnění Matky Boží.
Zdroje odpovědi
- http://catholica.cz/?id=3547
- http://www.vira.cz/knihovna/index3.php?sel_kap=1127&sel_kniha=206&sel_kniha_nazev=De%20sanctis%20-%20O%20svat%FDch&sel_kniha_autor=Petr%20%8Aabaka%5B%5D
- http://www.brewiarz.pl/czytelnia/swieci/08-05b.php3
- https://web.archive.org/web/20090506040026/http://www.zahutyn.pl/historia-parafii/2-mb-szkaplerzna/3-kult-matki-boskiej-szkaplerznej